# Dry & Heavy
Dry & Heavy è un album di Burning Spear, pubblicato dalla Island Records nel 1977. Il disco fu registrato al Harry J's Recording Studio di Kingston, Jamaica.

## Tracce
Lato A
1. Any River – 3:22 (Winston Rodney)
2. The Sun – 3:43 (Winston Rodney, Phillip Fullwood, Don Taylor)
3. It's a Long Way Around – 3:07 (Winston Rodney, Phillip Fullwood)
4. I W.I.N. – 3:46 (Winston Rodney)
5. Throw Down Your Arms – 4:05 (Winston Rodney)

Lato B
1. Dry and Heavy – 3:29 (Winston Rodney)
2. Wailing – 2:48 (Winston Rodney)
3. Black Disciples – 4:27 (Winston Rodney)
4. Shout It Out – 3:27 (Winston Rodney, Phillip Fullwood)

## Musicisti
- Winston Rodney - voce, percussioni, arrangiamenti, produttore
- Roots Kinsley - chitarra solista
- Earl Chinna Smith - chitarra
- Bertram Ranchie McLean - chitarra ritmica
- Bernard Touter Harvey - tastiere
- Earl Wire Lindo - tastiere
- Richard Dirty Harry Hall - sassofono tenore
- Heramn Marquis - sassofono alto
- Bobby Ellis - tromba
- Vin Gordon - trombone
- Robbie Shakespeare - basso
- Aston Barrett - basso
- Leroy Wallace - batteria
- Noel Skully Simms - percussioni